# Zapotlán
Zapotlán är en ort i Mexiko, tillhörande kommunen Atenco i delstaten Mexiko. Zapotlán ligger i den centrala delen av landet och tillhör Mexico Citys storstadsområde. Orten hade 2 849 invånare vid folkräkningen 2010.